# 马尔亚尼夫卡 (波洛希区)
47°25′33″N 36°52′45″E / 47.42583°N 36.87917°E
馬尔亞尼夫卡（烏克蘭語：Мар'янівка）是位於烏克蘭東南部的村莊，由扎波羅熱州波洛希區的卡姆揚卡市鎮負責管轄。該村始建於1780年，面積2.11平方公里，海拔高度199米，2001年人口545，人口密度每平方公里258.5人。